# 新圣玛丽亚
43°29′47″N 13°18′32″E / 43.4963268°N 13.308849°E
新圣玛丽亚（義大利語：Santa Maria Nuova）是意大利安科纳省的一个市镇。总面积18.04平方公里，人口4206人，人口密度233.1人/平方公里（2009年）。ISTAT代码为042043。